# Pesterzsébet
Pesterzsébet – XX. dzielnica Budapesztu położona na południowym wybrzeżu Dunaju.

## Położenie
Na północnym zachodzie wzdłuż dzielnicy biegnie droga granicząca z Ferencváros. Północno-wschodnia cześć autostrady M5 oddziela Pesterzsébet od Kispest. Od południa dzielnica oddzielona jest od obwodu Soroksár, od zachodu jest oddzielona od Ráckeve po drugiej stronie wyspy Csepel. Most Gubasci (Gubasci híd) łączy miasto z Csepel.
Dzielnica jest stosunkowo cicha, ponieważ duża część wysokiego natężenia ruchu biegnie wzdłuż krawędzi dróg w powiecie. W południowej części dzielnicy znajduje się przystanek kolejki HÉV i dworzec kolejowy Budapest-Kelebia. Oba przystanki kolejowe zlokalizowane są w centrum miasta.
Pesterzsébet oficjalnie współpracuje z gminą Nowa Słupia.